# Luoyixi
Luoyixi (chinesisch 罗依溪镇; Pinyin: Luōyīxī) ist eine Großgemeinde im Kreis Guzhang in der chinesischen Provinz Hunan. 
Sie liegt an einer Bucht des Fengtan-Stausees 凤滩水库 (früher ein südlicher Nebenfluss des You-Flusses). Nach der Volkszählung von 2010 hat sie insgesamt 10.000 Einwohner.
Der Nationale Geopark Hongshilin (红石林, "Rotsteinwald") befindet sich am Ufer des Stausees nordöstlich der Stadt (28°41′45″N 109°59′39″E).

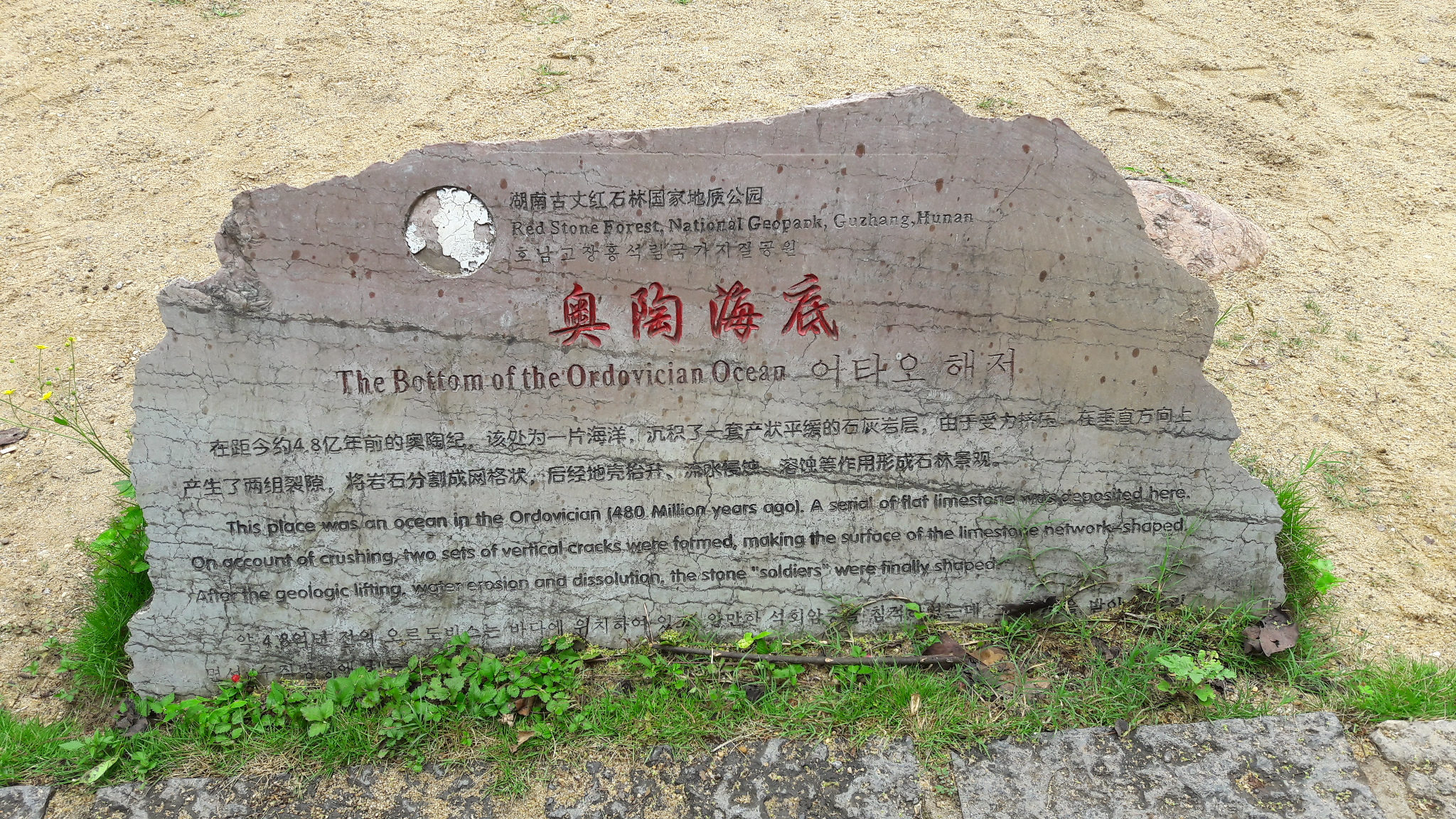
Hinweistafel auf den Boden des Ordovizischen Ozeans im Nationalen Geopark Red Stone Forest

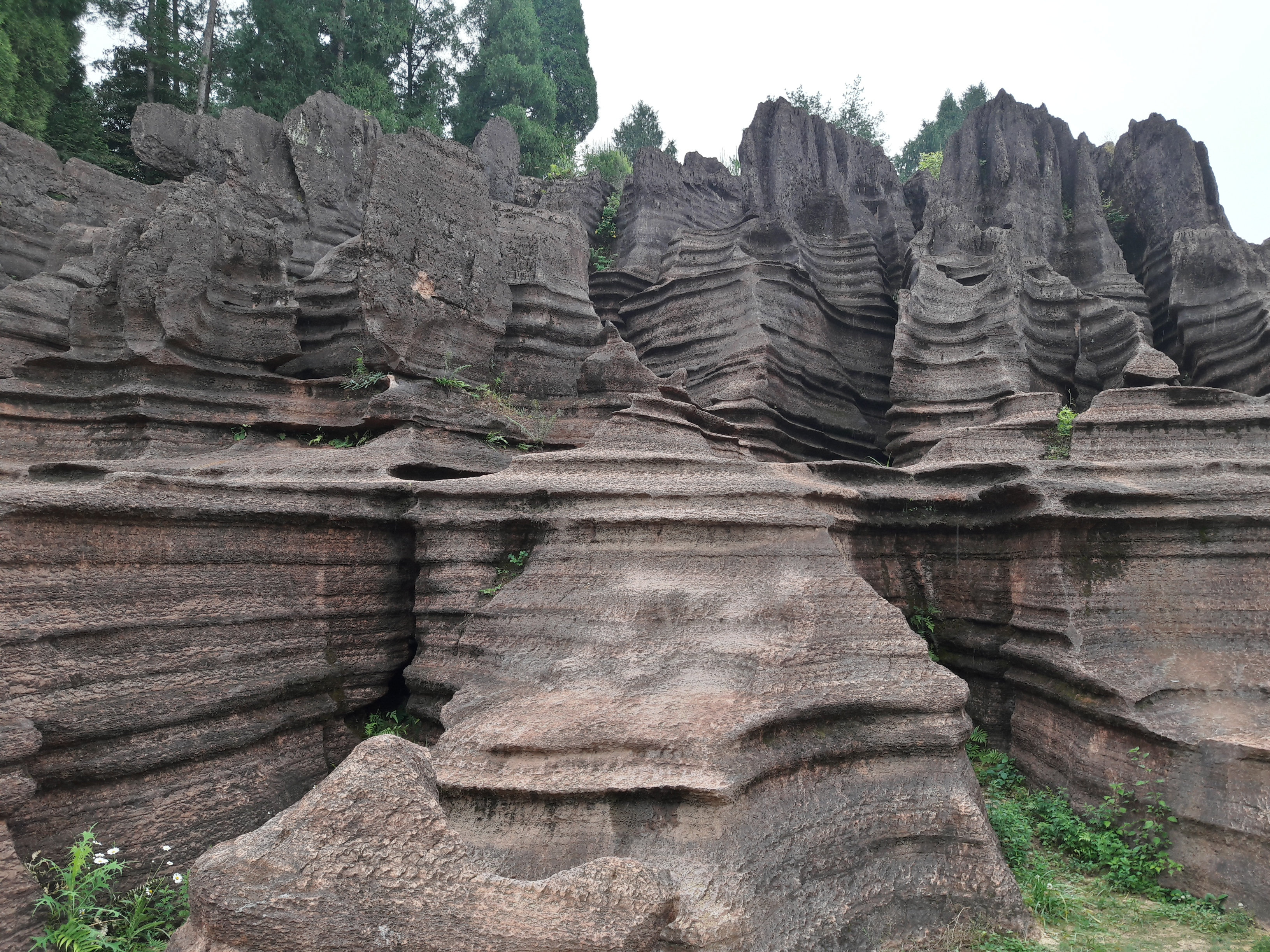
Nationaler Geopark Hongshilin (红石林)

## Luoyixi-Profil
Der GSSP für das Guzhangium (die obere chronostratigraphische Stufe des Miaolingiums, der dritten chronostratigraphischen Serie des Kambriums) ist ein Profil 4 km nordwestlich von Luoyixi entlang des Youshui-Flusses am Fengtan-Stausee, unweit von Wangcun im Kreis Guzhang. Biostratigraphisch ist es gekennzeichnet durch das erste Auftreten von Lejopyge laevigata (Trilobit).
Der GSSP liegt an einem Straßenaufschluss bei 28°43.20' N und 109º57.88' E.